# マルコ・チョピッチ
マルコ・チョピッチ（セルビア語: Марко Ћопић, ラテン文字転写: Marko Ćopić、2003年7月14日 - ）は、セルビアのサッカー選手。ポジションはゴールキーパー。

## 経歴

### レッドスター・ベオグラード
2022年2月8日、レッドスター・ベオグラードとの契約を2024年まで延長した。